# Aprikoskronad honungsfågel
Aprikoskronad honungsfågel (Gliciphila melanops) är en fågel i familjen honungsfåglar inom ordningen tättingar.

## Utseende och läte
Aprikoskronad honungsfågel är en liten honungsfågel med brunaktig ovansida och ljus undersida. På huvudet syns vitt ögonbrynsstreck, orangefärgad hjässa och svart på kinden som sträcker sig ner över bröstet, avslutat med svarta fläckar. I flykten syns gult i handpennorna och laxrosa vingundersidor. Lätet är en sorgsam pipande vissling.

## Utbredning och systematik
Aprikoskronad honungsfågel delas in i två underarter med följande utbredning:
- Gliciphila melanops melanops – nordöstra New South Wales till sydöstra South Australia, östra Tasmanien och sydvästra Western Australia
- Gliciphila melanops chelidonia – västra Tasmanien

## Status och hot
Arten har ett stort utbredningsområde, men tros minska i antal, dock inte tillräckligt kraftigt för att den ska betraktas som hotad. Internationella naturvårdsunionen IUCN listar arten som livskraftig (LC).